# Kościół Nawiedzenia Najświętszej Maryi Panny w Łomnicy
Kościół Nawiedzenia Najświętszej Maryi Panny – rzymskokatolicki kościół parafialny, położony w Łomnicy (gmina Olesno). Świątynia należy do parafii Nawiedzenia NMP w Łomnicy w dekanacie Olesno, diecezji opolskiej.

## Historia kościoła
Pierwszy wzmiankowany kościół w Łomnicy powstał w 1586 roku. Była to budynek drewniany, z dachem typu siodłowego, pokryty gontem. W 1909 roku mieszkańcy rozpoczęli starania o budowę nowej świątyni. 12 czerwca 1916 roku nastąpiło wmurowanie kamienia węgielnego, a 12 maja 1917 roku zakończenie budowy.
W międzyczasie stary kościół został przeniesiony do pobliskich Sowczyc. Nowo powstała świątynia została konsekrowana w 1917 roku przez sufragana wrocławskiego biskupa Karola Augustina i otrzymała wezwanie Nawiedzenia Najświętszej Maryi Panny.
W 1937 roku na wieży zawieszono zegar, który nadal działa. W 1967 roku założono ogrzewanie centralne, a w 1975 roku, za sprawą ówczesnego proboszcza księdza Władysława Rakoczego, wstawiono elektryczne organy. W 1987 roku kościół wyposażono w dwa dzwony:
- Nawiedzenie Matki Boskiej z napisem „Ecclesie ancile Domimi”,
- św. Józef z napisem „Protector sanctore eclesiae”.

Na wieży kościoła wiszą 4 dzwony. W latach 1992–1994 wymieniono instalację elektryczną oraz wymalowano wnętrze.

## Architektura i wnętrze kościoła
Kościół jest neobarokowy, orientowany, posiada nawę szerszą niż prezbiterium. Dach wielospadowy, natomiast wieża w kształcie kwadratu, zadaszona jest barokową kopułą zakończoną żelaznym krzyżem. Nad wejściem do świątyni, znajduje się płaskorzeźba przedstawiająca postać trzymającą krzyż z ukrzyżowanym Chrystusem. Wewnątrz kościół posiada trzy nawy. Wzdłuż naw bocznych, znajdują się stacje drogi krzyżowej oraz okna z witrażami. Świątynia posiada sklepienie kopułowe. W kościele znajdują się trzy barokowe ołtarze, z których główny poświęcony jest św. Katarzynie, prawy Matce Boskiej Łomnickiej (pochodzi z 1917 roku), a lewy Matce Boskiej Bolesnej. Ołtarze ozdobione są dekoracją ornamentalną z płaskorzeźbowymi medalionami w zwieńczeniu, posiadają bogate złocenia.

## Organy
Organy wybudował Józef Gryszkiewicz w 1897 roku. Do tego kościoła sprowadzono je (łącznie z prospektem) w 1916 r. z kościoła Świętych Apostołów Piotra i Pawła w Krotoszynie.
Dyspozycja instrumentu:
| Manuał I                 | Manuał II                | Pedał                 |
| ------------------------ | ------------------------ | --------------------- |
| 1. Bordun 16 Fuß.        | 1. Gedackt 8 Fuß.        | 1. Subbass 16 Fuß.    |
| 2. Principal 8 Fuß.      | 2. Salicional 8 Fuß.     | 2. Principal 8 Fuß.   |
| 3. Flöte 8 Fuß.          | 3. Aeoline 8 Fuß.        | 3. Violoncello 8 Fuß. |
| 4. Viola di Gamba 8 Fuß. | 4. Flauto amabile 4 Fuß. |                       |
| 5. Gedackt 8 Fuß.        |                          |                       |
| 6. Spitzflöte 4 Fuß.     |                          |                       |
| 7. Octave 2 Fuß          |                          |                       |
| 8. Progressia 2-3 fach   |                          |                       |